# 蔻利·格瑞福斯
蔻利·格瑞福斯（英語：Corey Graves，1984年2月24日—），本名馬特·皮林斯基（英語：Matt Polinsky），是一位美國摔角色彩評論員、專欄作家、播客和退休的職業摔角選手。目前受聘於世界摔角娛樂，並在世界摔角娛樂節目SmackDown LIVE中擔任評論員。
在蔻利·格瑞福斯的摔角事業中，格瑞福斯曾是一次的NXT雙打冠軍。